# دروازه شمیران

دروازه شمیران (ناصری) ۱۳۲۰

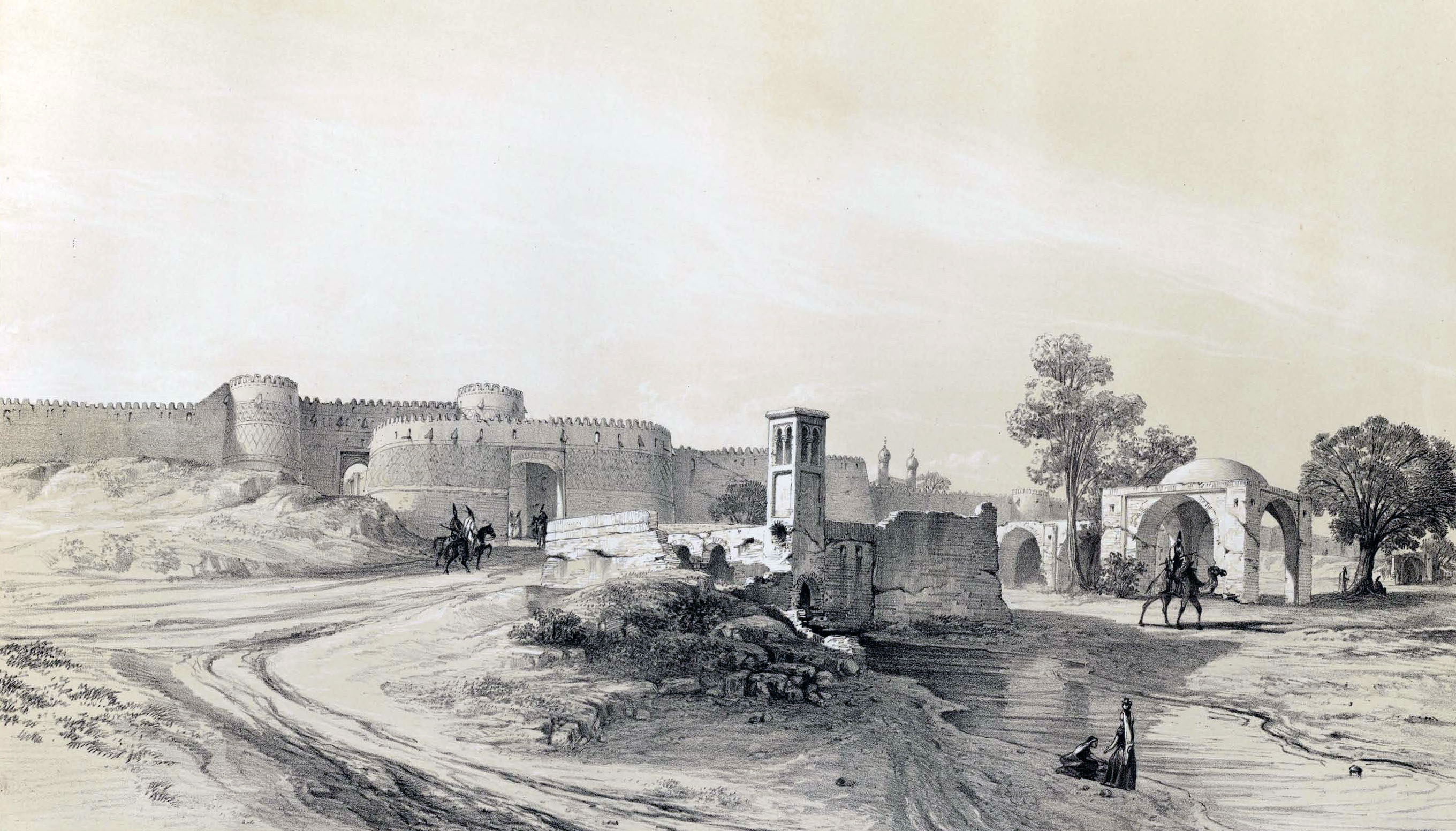
دروازه شمیران (شاه‌طهماسبی) ۱۲۲۰، لیتوگرافی از اوژن فلاندن

دروازه شمیران یکی از دروازه های شمالی حصار ناصری شهر تهران بود که در دوران پهلوی اول به بهانه توسعه شهری تهران تخریب شد. امروز محدوده دروازه شمیران سابق، یکی از محلات قدیمی و تاریخی مرکز شهر تهران است که در منطقه ۱۲ شهرداری تهران قرار دارد. دروازه شمیران از دروازه‌های شمالی تهران قدیم، در نزدیکی پیچ شمیران واقع شده بود.

در حصار شاه طهماسبی، دروازه شمیران در انتهای خیابان پامنار قرار داشت. اما در توسعه تهران در زمان ناصرالدین شاه این دروازه تخریب، و دروازه شمیران جدید در اطراف خیابان فخرآباد، خیابان هدایت و احداث شد.
دروازه شمیران به علت مرکزیت و قدمت زیاد، محل تمرکز ساختمان‌ها و مراکز متعددی است که از آن میان می‌توان مسجد فخرالدوله، کوچه پارک امین‌الدوله، دبیرستان علوی، تکنیکوم تهران (هنرستان شهید سروندی)، بیمارستان طرفه، سفارت رومانی و سفارت تایلند را نام برد. درب بزرگ چوبی و تاریخی کوچه پارک امین‌الدوله هنوز پابرجا است.

## مترو
ایستگاه متروی دروازه شمیران در تقاطع خط دو و خط چهار مترو تهران واقع شده‌است.

## رویدادها
- ۲ تیر ۱۲۸۷: با آغاز استبداد صغیر و با شکست آزادی‌خواهان از بریگاد قزاق، جمعی از مشروطه‌خواهان پس از فرار از مجلس شورای ملی به پارک امین‌الدوله پناه بردند. سربازان دربار پس از اطلاع از موضوع به پارک حمله کرده، عده‌ای را به قتل رساندند و مشروطه‌خواهان سرشناس را دستگیر کردند.
- ۱۱ اردیبهشت ۱۳۵۸: مرتضی مطهری پس از پایان جلسه‌ای در منزل یدالله سحابی، در تاریکی شب در پارک امین‌الدوله هدف گلوله یکی از افراد گروه فرقان قرار گرفت و کشته شد. بنای یادبود کوچکی برای او در کوچه پارک امین‌الدوله برپا است.
- ۱۹ فروردین ۱۳۶۷: برخورد یک موشک اسکاد عراقی به کوچه پارک امین‌الدوله در جریان جنگ شهرها باعث تخریب یک ساختمان، خسارت گسترده به محله دروازه شمیران، و کشته شدن یکی از دبیران ریاضی مدرسه راهنمایی نیک‌پرور شد.